# 오사카부도 제19호선
오사카부도 제19호 이바라키 네야가와 선(일본어: 大阪府道19号茨木寝屋川線)은 오사카부 이바라키시에서 네야가와시까지 이어주는 부도이자 주요 지방도이다. 그러나 이 도로가 요도가와신 교에서 요도강을 넘나들기도 한다.

## 노선 정보
- 기점 : 오사카부 이바라키시 구와타초 (잠정적으로 설정됨)
- 종점 : 오사카부 네야가와시 이시즈모토마치

## 연혁
- 1993년 5월 11일 : 건설성에서 기존의 이바라키 네야가와 선을 주요 지방도로 지정

## 지리

### 통과하는 지자체
- 이바라키시
- 셋쓰시
- 다카쓰키시
- 네야가와시

### 교차하는 도로
이바라키시
- 오사카부도 제138호선
- 오사카부도·교토부도 제14호선

다카쓰키시
- 오사카부도 제16호선

네야가와시
- 국도 제1호선
- 국도 제170호선
- 오사카부도 149호선
- 교토부도·오사카부도 제13호선

### 연선
- 이바라키 드라이빙스쿨
- 이바라키시립 히라타 중학교
- 하루야마 미나미이바라키점
- 셋쓰 대학(일본어판)